# Humanistisches Gymnasium

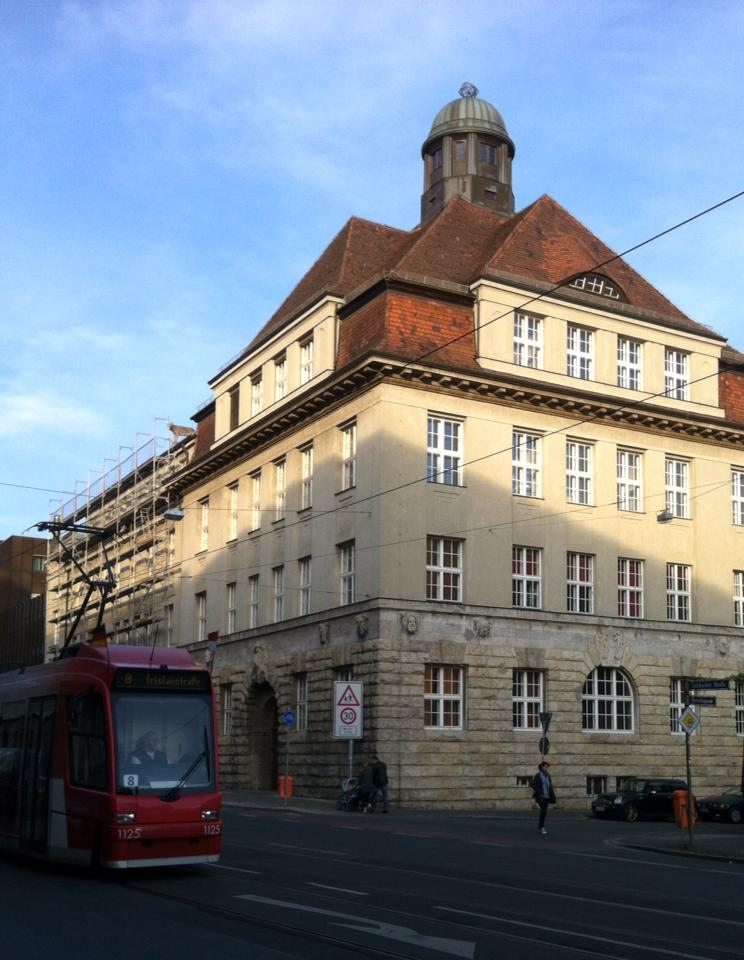
Das 1526 gegründete Melanchthon-Gymnasium in Nürnberg gilt als eines der ältesten humanistischen Gymnasien im deutschsprachigen Raum

Das humanistische Gymnasium ist ein Gymnasium, in dem im Rahmen einer umfassenden Bildung auch die klassischen Sprachen Latein und Altgriechisch als Grundlage der europäischen Kultur unterrichtet werden. Die humanistischen Gymnasien in Deutschland sind oft traditionsreiche Schulen mit Wurzeln im Renaissance-Humanismus. Neben altsprachlichem Unterricht bieten sie in der Regel auch moderne Fremdsprachen sowie häufig auch anders ausgerichtete Schulzweige an.

## Ursprung
Das humanistische Gymnasium leitet seine Bezeichnung von der Bildungsidee der neuhumanistischen Bildungsreformer um Wilhelm von Humboldt im Zuge der Preußischen Reformen ab. In Bayern entwickelte Friedrich Immanuel Niethammer ähnliche Reformkonzepte, in Österreich initiierten der Universitätsprofessor für alte Sprachen Hermann Bonitz und der Philosoph Franz Serafin Exner 1848/1849 eine entsprechende Bildungsreform. Die alten Sprachen Latein und Griechisch beherrschten als sogenannte studia humanitatis die Stundentafel, daneben wurden vor allem Mathematik und „historische“ Fächer unterrichtet, Deutsch dagegen nur mit zwei bis drei Wochenstunden, dazu kamen noch ein wenig Französisch und Physik/Naturkunde. In der öffentlichen Meinung zählten die Absolventen des humanistischen Gymnasiums lange zur Bildungselite.

## Entwicklung in Deutschland

### Vor dem Zweiten Weltkrieg
In Preußen führte bis 1900 allein das humanistische Gymnasium zu einem Abitur, das die Absolventen für alle Studienrichtungen berechtigte, während das Abitur an Realgymnasien (neusprachlich, teilweise mit Latein) und Oberrealschulen (mathematisch-naturwissenschaftlich) nur eingeschränkten Zugang gewährte. Die Kritik daran kam aus zwei Richtungen, den Vertretern der Technik und Naturwissenschaften sowie den Befürwortern einer stärkeren patriotischen Erziehung. Lange umstritten bis zur Dezember-Konferenz 1890 war das Festhalten am lateinischen Aufsatz, für den das Übersetzen in das Lateinische und Stilübungen nötig waren.
In den humanistischen Gymnasien des 20. Jahrhunderts wurde der Umfang der alten Sprachen zwar spürbar zurückgeführt (bereits 1890/1892 um ein Viertel, vor allem zugunsten von Deutsch), doch blieb das hohe Ansehen dieser als elitär geltenden Ausrichtung bestehen, obgleich ihr Anteil zurückging. Kurz vor dem Zweiten Weltkrieg waren nur noch etwa zwölf Prozent aller Oberschulen humanistisch ausgerichtet.

### Bundesrepublik Deutschland bis 1990
Nach Kriegsende 1945 erlebten die humanistischen Gymnasien in Westdeutschland einen neuen Aufschwung, unter anderem um der nationalsozialistischen Bildungsideologie entgegenzutreten. So wurden an den Gymnasien altsprachliche Zweige eingerichtet, die zwar Englisch als zweite oder gar erste Fremdsprache, aber Latein und Altgriechisch als erste bis zur dritten Fremdsprache anboten. Dennoch musste das Fach Altgriechisch bald starke Rückgänge verzeichnen. Seit der Oberstufenreform ab 1972 konnten die Schüler ihre Fächer nach der 10. Klasse weitgehend selbst wählen, worunter die alten Sprachen stark litten.

### Deutsche Demokratische Republik (DDR)
Entgegen der Situation in Westdeutschland hatte das humanistische Gymnasium im sozialistischen Bildungssystem der DDR keinen Platz. Der Begriff „humanistisch“ wurde für eine allseitige Bildung aller Menschen verwendet, das heißt, auch literarisch orientiert, aber ohne Bezug auf alte Sprachen. Freilich gab es auch Lateinklassen. Alternativ gab es das Kirchliche Proseminar Naumburg (Saale), das Kirchliche Oberseminar Potsdam-Hermannswerder und das Norbertinum Magdeburg, an denen ein altsprachlich-humanistisches Abitur abgelegt werden konnte.

### Seit 1990
Obwohl seit der Oberstufenreform (ab 1972) die herkömmlichen Gymnasialtypen hinfällig sind, hält sich die Bezeichnung „humanistisch“ für Gymnasien, die eine 5. Klasse mit Lateinunterricht und Altgriechisch als dritte Fremdsprache zur Wahl anbieten. In diesem Zusammenhang ist auch vom „altsprachlichen Gymnasium“ die Rede.
Im Jahr 2014 berichtet die Presse über den Trend der rückläufigen Schülerzahlen. Deutschlandweit gibt es noch sieben rein humanistische Gymnasien, an welchen sowohl Latein als auch Altgriechisch verpflichtet von allen Schülern gelernt wird. Diese sind das Gymnasium Steglitz und das Evangelische Gymnasium zum Grauen Kloster in Berlin, die Gelehrtenschule des Johanneums in Hamburg, das Gymnasium Fridericianum in Erlangen, das Maximiliansgymnasium und das Wilhelmsgymnasium in München sowie das Melanchthon-Gymnasium in Nürnberg. Am Goethe-Gymnasium in Berlin ist Altgriechisch nunmehr Pflichtfach für die siebte Klasse, zudem ist Altgriechisch verpflichtend an den Evangelischen Seminaren in Blaubeuren und Maulbronn.

## Österreich
Das Humanistische Gymnasium wird in einigen Gymnasien als humanistischer Zweig angeboten und bezweckt eine humanistische Allgemeinbildung, was aber nicht als Grundbildung in alle Richtungen zu verstehen ist. Der Fokus liegt auf alten Sprachen wie Latein, das üblicherweise ab der 3. Klasse (7. Schulstufe), und Altgriechisch, das ab der 5. Klasse (9. Schulstufe) angeboten wird. Dieses Gymnasium bereitet beispielsweise für ein Studium der Archäologie oder der Theologie vor.

## Schweiz
Im Bildungssystem in der Schweiz gibt es viele Kantonsschulen oder auch Gymnasien, welche die klassischen Sprachen Latein und Altgriechisch unterrichten. Gemäss der Statistik des Schweizer Philologenverbandes von 2012/13 erhalten rund 13'900 oder 18,5 % der Schüler Unterricht in den klassischen Sprachen.
Mit «humanistisch» wird häufig ein erweitertes Bildungsverständnis verstanden, in dem die Allgemeinbildung persönlichkeitsrelevant ist und in dem Erfahrungen, Einsichten und Werthaltungen einfliessen.

### Gymnasium am Münsterplatz (Basel)
Das Gymnasium am Münsterplatz in Basel entstand bereits 1589 aus der ehemals kirchlichen Lateinschule des 11. Jahrhunderts. Es ist das älteste Gymnasium der Stadt Basel. Von 1930 bis 1997 hiess es Humanistisches Gymnasium (HG) und sieht sich noch heute weiterhin der humanistischen Tradition verpflichtet:
Neben dem Schwerpunktfach Philosophie, Pädagogik und Psychologie (PPP) bietet die Schule die sprachlichen Schwerpunktfächer Latein, Griechisch, Spanisch und neu auch Englisch (nur in Kombination mit dem International Baccalaureate-Programm) an.